# آئون
آئون (انگلیسی: Aaeon) شرکت سخت‌افزار تایوانی است، که در سال ۱۹۹۲ تأسیس شد.